# Anthipes solitaris
El papamoscas cejirrufo (Anthipes solitaris) es una especie de ave paseriforme de la familia Muscicapidae propia del sudeste asiático. Anteriormente se clasificaba en el género Ficedula.

## Distribución y hábitat
Se encuentra en la península malaya, Indochina y la isla de Sumatra. Su hábitat natural son los bosques húmedos tropicales de montaña. 